# Ala I Noricorum

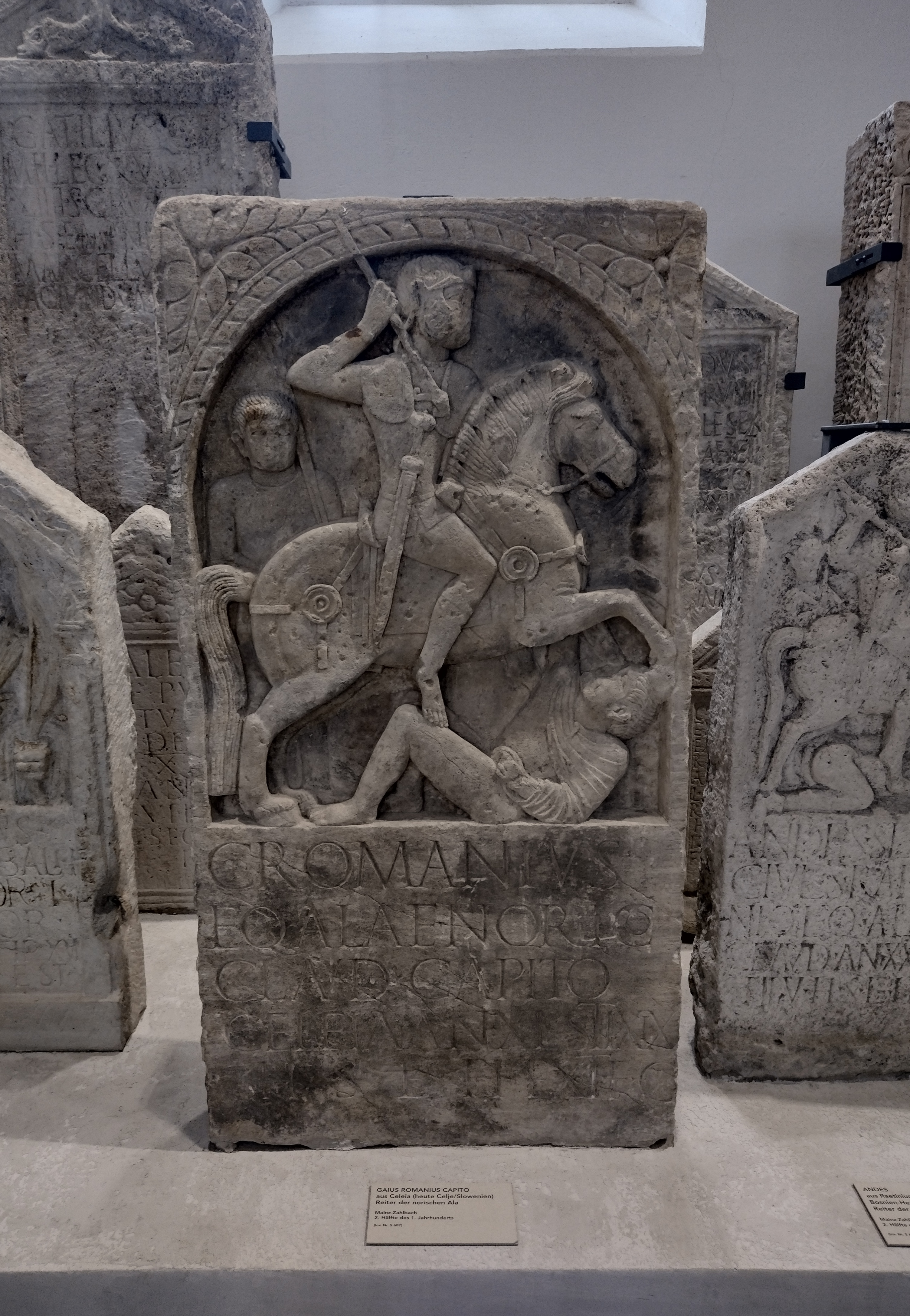
Grabstein des Gaius Romanius Capito aus Celeia, Reiters der Ala I Noricorum, 2. Hälfte des 1. Jahrhunderts, gefunden in Mainz-Zahlbach, heute in der Steinhalle des Landesmuseums Mainz

Die Ala I Noricorum [civium Romanorum] (deutsch 1. Ala der Noriker [der römischen Bürger]) war eine römische Auxiliareinheit. Sie ist durch Militärdiplome und Inschriften belegt.

## Namensbestandteile
- Ala: Die Ala war eine Reitereinheit der Auxiliartruppen in der römischen Armee.

- Noricorum: der Noriker. Die Soldaten der Ala wurden bei Aufstellung der Einheit aus dem keltischen Volk der Noriker auf dem Gebiet der römischen Provinz Noricum rekrutiert.

- civium Romanorum: der römischen Bürger. Den Soldaten der Einheit war das römische Bürgerrecht zu einem bestimmten Zeitpunkt verliehen worden. Für Soldaten, die nach diesem Zeitpunkt in die Einheit aufgenommen wurden, galt dies aber nicht. Sie erhielten das römische Bürgerrecht erst mit ihrem ehrenvollen Abschied (Honesta missio) nach 25 Dienstjahren. Der Zusatz kommt in den Militärdiplomen von 101 bis 127 vor.

Da es keine Hinweise auf den Namenszusatz milliaria (1000 Mann) gibt, war die Einheit eine Ala quingenaria. Die Sollstärke der Ala lag bei 480 Mann, bestehend aus 16 Turmae mit jeweils 30 Reitern.

## Geschichte

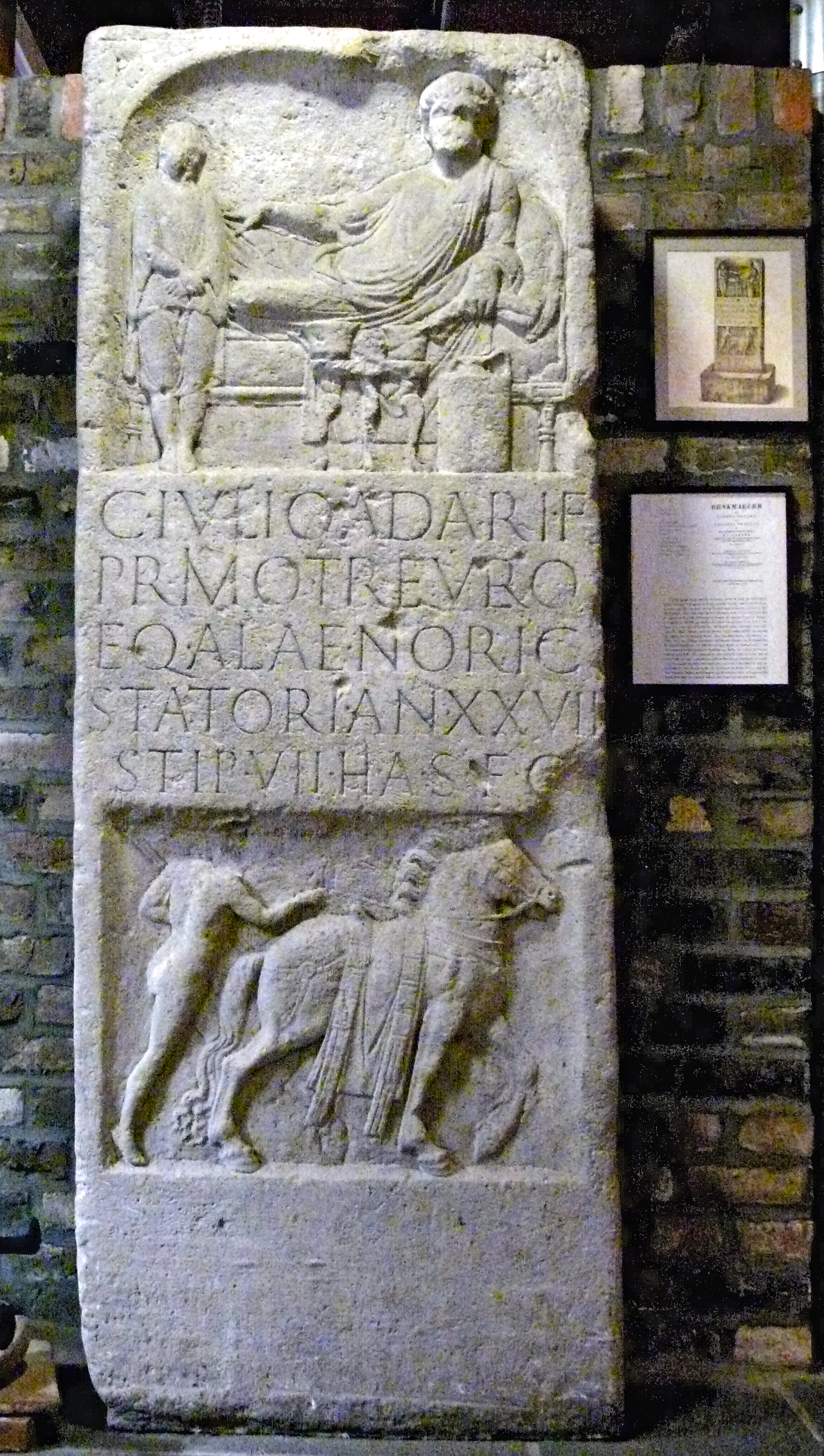
Grabstein des Caius Iulius Primus

Die Ala wurde vermutlich in der frühen Kaiserzeit aufgestellt. Ab der Mitte des 1. Jahrhunderts n. Chr. war sie in der Provinz Germania stationiert, wo sie in Mogontiacum ihr Lager hatte.
Durch ein Militärdiplom ist die Einheit in Germania erstmals für das Jahr 78 nachgewiesen. In dem Diplom wird die Ala als Teil der Truppen (siehe Römische Streitkräfte in Germania) aufgeführt, die in der Provinz stationiert waren. Weitere Diplome, die auf 98 bis 160/167 datiert sind, belegen die Einheit in der Provinz Germania inferior.
Die Einheit hielt sich aber wahrscheinlich um 89 nicht in der Provinz auf. Domitian (81–96) hatte den ihm treu gebliebenen römischen Streitkräften in Germania inferior nach der Niederschlagung des Aufstands von Lucius Antonius Saturninus die Ehrenbezeichnung pia fidelis Domitiana verliehen; dieser Zusatz fehlt aber bei der Einheit.
Die Ala wurde wahrscheinlich zusammen mit der Legio I Minervia und weiteren Hilfstruppeneinheiten in den Osten verlegt, um am Partherkrieg des Lucius Verus (161–166) teilzunehmen. Da es danach keine weiteren Hinweise auf ihre Existenz gibt, ist sie vermutlich aus diesem Feldzug nicht mehr zurückkehrt.

## Standorte
Standorte der Ala in Germania waren möglicherweise:
- Burginatium (Kalkar): Die Grabsteine von Caius Iulius Primus und Lucius Carantius Senecio sowie die Inschrift des Iulius Quintus wurden hier gefunden.
- Durnomagus (Dormagen): Die Inschriften von Caius Amandinius Verus und Suran[]is Didil[] wurden hier gefunden.
- Mogontiacum (Mainz): Die Inschriften (CIL 13, 7029, CIL 13, 7030) wurden hier gefunden.

## Angehörige der Ala
Folgende Angehörige der Ala sind bekannt:

### Kommandeure
| - Aurelius Flaccus: er wird auf dem Diplom von 160/167 als Kommandeur genannt. | - T(itus) Fl(avius) Firmus, ein Präfekt (CIL 13, 8517) |

### Sonstige
| - []rationis [f(ilius)], vermutlich ein Reiter (CIL 13, 7030) - A(ulus) Verinius Secundus, ein Sesquiplicarius (AE 1997, 1161) - C(aius) Amandinius Verus, ein Bucinator (CIL 13, 8523) - C(aius) Iulius Felix, ein Sesquiplicarius (AE 2009, 960) - C(aius) Iulius Primus, ein Reiter und Stator (CIL 13, 8670) - C(aius) Romanius Capito, ein Reiter (CIL 13, 7029) - Cocceius Dasius, ein Veteran (CIL 13, 8243) | - Fabius Pudens, ein Decurio (CIL 13, 8308) - Iulius Quint(us) (CIL 13, 8662) - L(ucius) Carantiu[s] Senecio, ein Reiter (CIL 13, 8669) - Marcus Sacrius Primigenius, ein Reiter (CIL 13, 8309) - Paterclus, ein Decurio (CIL 13, 8309) - Suran[]is Didil[], ein Duplicarius (CIL 13, 8524) - T(itus) Flavius Bassus, ein Reiter (CIL 13, 8308) |